# Anthony Jeffrey
Anthony Lamar Malcolm Jeffrey (Hendon, 3 ottobre 1994) è un calciatore guyanese con cittadinanza britannica, attaccante del Dulwich Hamlet.

## Carriera

### Club
Dopo aver giocato nelle giovanili dell'Arsenal per un decennio, ha giocato una partita nella terza divisione inglese con lo Stevenage ed 11 partite nella quarta divisione inglese con il Wycombe, trascorrendo poi invece il resto della carriera quasi integralmente nella quinta divisione inglese (con anche brevi periodi in sesta divisione).

### Nazionale
Nel 2019 viene convocato con la nazionale guyanese per la Gold Cup.